# Roland Schröder
Roland Schröder (født 17. august 1962 i Köthen) er en tysk tidligere roer og olympisk guldvinder.

## Karriere

### Roning
Schröder var i 1980 med til at vinde juniorverdensmesterskabet i dobbeltsculler. Han blev derpå østtysk mester i firer uden styrmand i 1983.
Ved OL 1988 i Seoul kom han med i den østtyske firer uden styrmand, som havde vundet verdensmesterskabet året forinden, og de vandt da også komfortabelt deres indledende heat og deres semifinale. I finalen var de fortsat overlegne og vandt med et forspring på to et halvt sekund ned til USA på andenpladsen, mens Vesttyskland vandt bronze. De østtyske guldvindere var foruden Schröder Thomas Greiner, Ralf Brudel og Olaf Förster.
Schröder fortsatte efter OL i den østtyske otter og var med til at vinde VM-sølv i 1989 og -bronze i 1990. I 1990 vandt han også det østtyske mesterskab i otteren.

### Videre karriere
Schröder blev gift med Heike Winkler, der ligeledes var roer. Efter den tyske genforening blev han sælger af storkøkkener.

## OL-medaljer
- 1988:  Guld i firer uden styrmand